# Salah ad-Din al-Bitar

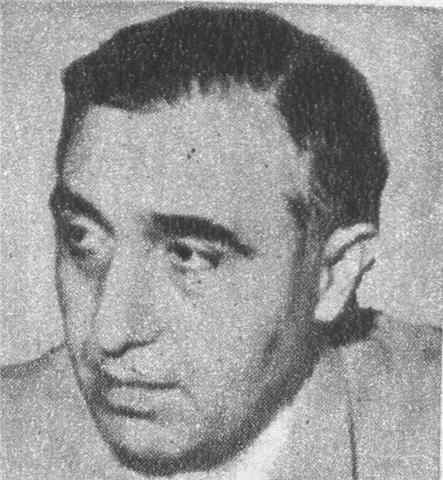
Salah ad-Din al-Bitar (1966)

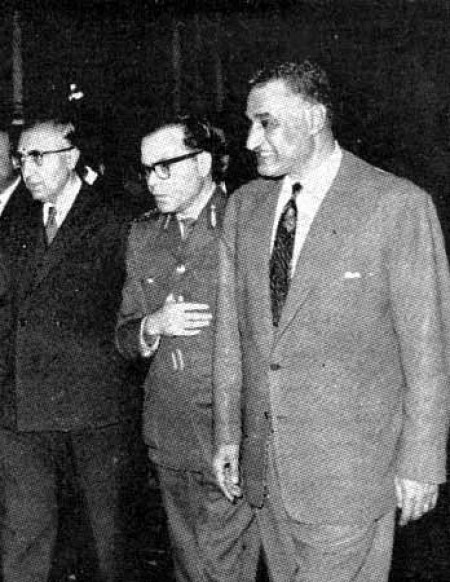
Bitar (links) mit Präsident Louai al-Atassi 1963 bei Nasser in Kairo

Salah ad-Din al-Bitar (arabisch صلاح الدين البيطار, DMG Ṣalāḥ ad-Dīn al-Bīṭār; * 1912 in Damaskus; † 21. Juli 1980 in Paris) war syrischer Ministerpräsident, panarabischer Nationalist und Vordenker des Baathismus. Er war sunnitischer Muslim.

## Leben und Wirken
Salah ad-Din al-Bitars Familie gehörte zur Mittelschicht seines Landes. Er entwickelte sich früh zu einem arabischen Nationalisten und sann darauf, die Kolonialmacht Frankreich aus dem Völkerbundmandat für Syrien und Libanon zu vertreiben.
Sein Leben und seine Aktivitäten sind eng mit denen Michel Aflaqs verflochten. Nachdem er seinen Schulabschluss in Damaskus erreicht hatte, ging er mit Aflaq an die Pariser Sorbonne, wo er Physik studierte. Als er 1932 aus Frankreich zurückkehrte, lehrte er an staatlichen Schulen. Beide Männer brachten ihr nationalistisches Gedankengut in den Unterricht, wurden deshalb nach mehrmaligen Ermahnungen entlassen und waren in dieser Zeit finanziell von ihren Familien abhängig.
Seine Freundschaft zu Aflaq führte dazu, dass er immer mehr in die Politik eingebunden wurde. 1943 kandidierte er erfolglos für das syrische Parlament als Deputierter von Damaskus. 1946 wurde er Chefredakteur der Parteizeitung al-Baath. 1947 war er zusammen mit Michel Aflaq Gründer der Baath-Partei, die sich 1952 mit Akram al-Hauranis Sozialistischer Partei zur Sozialistischen Arabischen Bath-Partei vereinigte.
Während seiner politischen Aktivitäten wurde er mehrmals gefangen genommen: 1945 während der Quwatli-Regierung, 1949 von Zaim sowie 1952 und 1954 von Shishakli. 1954 kandidierte er – diesmal erfolgreich – für das Parlament als Vertreter Damaskus’. 1956 wurde er Außenminister und blieb dies bis zur Bildung der Vereinigten Arabischen Republik 1958. Dabei gewann er 1957 internationale Anerkennung als Spitze der syrischen Delegation in der UNO.
Nach der Machtergreifung der Baath-Partei 1963 war Bitar vom Parteivize Shibli al-Aysami zunächst als Präsident vorgeschlagen worden, die Putschoffiziere einigten sich stattdessen jedoch auf Louai al-Atassi.
Bitar wurde 1963, 1964 und Anfang 1966 in Rivalität mit Yusuf Zuayyin mehrmals Ministerpräsident Syriens. Als Ministerpräsident verfolgte er das Ziel den Einparteienstaat der Baath durch Verbot der freien Presse und etablierter politischer Parteien durchzusetzen. Wirtschaftspolitisch versuchte Bitar durch Verstaatlichungen und Enteignungen ein sozialistisches Wirtschaftssystem zu errichten.
Bitars politischer Machtanspruch fiel aber im Frühjahr 1966 endgültig parteiinternen Säuberungen („Korrekturbewegungen“) einer linken Allianz aus drusischen und alawitischen Militärs (General Salah Dschadid) zum Opfer, die zum Bruch zwischen syrischer und irakischer Baath-Partei führten und Bitar zunächst ins libanesische Exil verdrängten. Nach einer weiteren „Korrekturbewegung“ durch Generalleutnant Hafiz al-Assad, welcher am 23. November 1970 Premier- und Verteidigungsminister wurde, kehrte Bitar 1970 nach Damaskus zurück, ging aber nur wenige Monate später endgültig nach Paris ins Exil, wo er am 21. Juli 1980 einem Attentat erlag. Akram al-Haurani beschuldigte daraufhin das syrische Regime, hinter dem Mordanschlag zu stehen.